# Капніст Василь Олексійович
Граф Василь Олексійович Капніст (2 (14) вересня 1838, Велика Обухівка, Миргородський повіт, Полтавська губернія — 17 (30) травня 1910, Михайлівка, Лебединський повіт, Харківська губернія) — російський дворянин українського походження, таємний радник (1893), гофмейстер (1896), лебединський повітовий (1867—1888), харківський губернський марша́лок (1888—1902). Меценат, колекціонер.

## Походження
Батько графа — Олексій Капніст, член декабристської організації «Союз благоденства», син Василя Капніста — українського поета та громадського діяча. За батьковою лінією походив з роду Капністів, започаткованого венеційським купцем грецького походження Василем Петровичем Капністом. Мати, Уляна Дмитрівна Білуха-Кохановська, за батьковою лінією походила з козацької родини Білухів.

## Життєпис
Народився 14 вересня 1838 року в селі Велика Обухівка Полтавської губернії. Мав трьох братів (Дмитро, Павло, Петро) та двох сестер (Олександра, Марія).
У 1861 році закінчив навчання на юридичному факультеті Московського університету. 8 березня того ж року пішов на державну службу. Із 16 листопада служив у Державній канцелярії. У 1864 році відправлений на службу в канцелярії Полтавської губернії.
З 1866 року був головою Лебединської повітової училищної ради. У 1867—1906 роках обирався маршалком Лебединського повіту Харківської губернії, був почесним мировим суддею в Лебединському повіті, а в 1868—1879 — головою з'їзду мирових суддів Лебединського мирового округу. Також обіймав посаду почесного члена Лебединського повітового попечительства дитячих притулків. 15 січня 1876 року Василеві Капністові надано титул графа. У 1888—1902 роках був харківським губернським маршалком.
Михайло Осоргін згадував:
|  | Граф Василь Олексійович Капніст був кривошийкою, постійно про щось клопота́вся, не гидуючи й інтригами, докучав своєму співрозмовникові, тримаючи його за ґудзик і змушуючи його дослухати довгу й завжди малозрозумілу промову. Графиня часто зі слізьми казала мені: "Та відійдіть від нього, або він у Вас поступово всі ґудзики відірве". |

З 30 серпня 1880 року — дійсний статський радник, з 1 січня 1893 — таємний радник.
Утримував кінний і виноробний заводи. Під час російсько-турецької війни 1877—1878 рр. власним коштом утримував шпиталі.
Станом на 1882 рік графові належали 4787 десятин землі. Йому належав маєток у селі Михайлівка, де він збирав різні дорогоцінності: картини, порцелянові вироби, меблі тощо. Після захоплення України Радянським Союзом ці речі були конфісковані, націоналізовані та передані Лебединському художньому музеєві. Як харківський губернський маршалок, від імені дворян Харківської губернії замовив груповий портрет, щоб «увічнити чудесне спасіння імператорської родини» під час залізничної аварії поблизу Бірок 17 жовтня 1888 року. У 1895 році замовив Валентинові Сєрову груповий портрет своєї родини.
З 1896 року — гофмейстер.
У Харкові в 1898 році в типографії І. М. Варшавчика та типо-літографії Зільберберга двічі видавав власну книжку «Думка Харківського губернського предводителя дворянства графа В. О. Капніста щодо питань, запропонованих найвище створеною Радою щодо справ дворянського стану» (рос. «Мнение Харьковского губернского предводителя дворянства графа В. А. Капниста по вопросам, предложенным высочайше учрежденным Совещанием по делам дворянского сословия»).
У 1901—1903 роках за фінансової підтримки графа в Лебедині було збудовано хірургічну лікарню для лікаря Костянтина Зільберника.
В 1902 році призначений почесним опікуном Санкт-Петербурзької присутности опікунської ради Установ імператриці Марії.
Помер 30 травня 1910 року. Похований у селі Михайлівка (нині — Сумський район Сумської области України).

## Сім'я

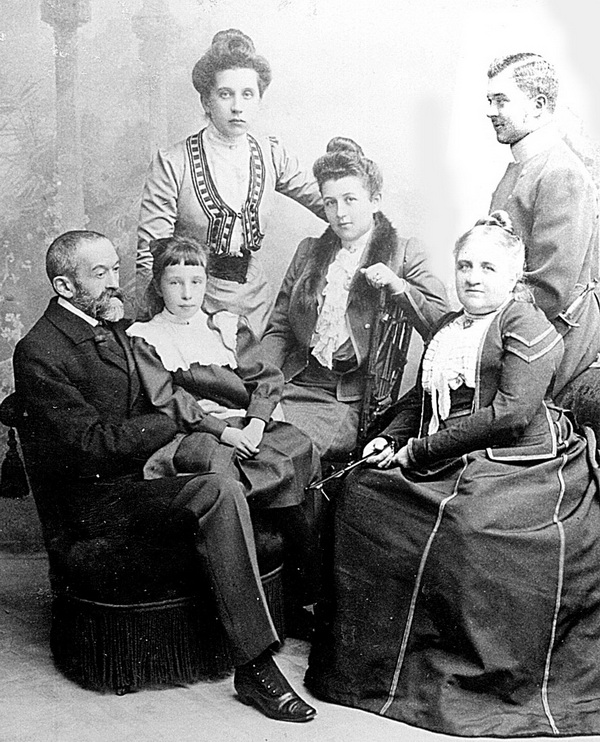
Василь Капніст із сім'єю: дружиною Варварою, дочками Єлизаветою, Варварою, сином Олексієм та онукою Варварою Мусіною-Пушкіною

20 вересня 1867 року в Яготині відбулося весілля Василя Капніста та Варвари Василівни Репніної (1841—1922). У подружжя народилося троє дітей:
- Єлизавета (1868—1944) — дружина Володимира Мусіна-Пушкіна.
- Варвара (1870—1960) — фрейліна, дружина Олексія Мусіна-Пушкіна[12].
- Олексій (1879—1958) — меценат, громадський діяч, гласний Лебединського повіту[13][14].

## Нагороди
- Орден Святого Станіслава II ступеня.
- Орден Святого Володимира III ступеня (1884).
- Орден Святого Станіслава І ступеня (1887).
- Орден Святої Анни І ступеня (1890).
- Орден Білого Орла (Російська імперія).
- Орден Святого Олександра Невського (1904).
- Орден Святого Володимира II ступеня.
- Срібна медаль «На пам'ять царювання імператора Олександра III».
- Срібна медаль «На пам'ять коронації імператора Миколи II».